# کیوج
کیوج یا کوو یکی از روستاهای استان آذربایجان شرقی است که در دهستان اردلان بخش مهربان قرار دارد.
در طی سال‌های اخیر جمعیت این روستا افزایش یافته و این روستا در حال توسعه و بازسازی است. دو رودخانه کوچک در حاشیه این روستا به نام‌های چکی‌چای و آجی‌چای ((تلخه رود) وجود دارد که یکی قابل شرب و دیگری غیرقابل شرب است. روستا در معرض مشکلاتی مانند خشکسالی قرار دارد.

## تاریخچه
در وقف‌نامه ربع رشیدی نوشته رشیدالدین  فضل‌الله همدانی در (قرن هفتم هجری) از روستای کیوج با نام "کوج" نام برده شده است.

## جاذبه‌های گردشگری
این روستا با داشتن رودخانهها، تالابها و مکان‌های گردشگری طبیعی، بسیار معروف است تالاب کوویولی مهربان، پل چوبی آجی‌چای و تلخه‌رود چند نمونه از جاذبه‌های طبیعی و گردشگری این روستا هستند. این روستا همچنین فاصله نزدیکی با شهر تبریز و دیگر شهرهای اطراف دارد و دسترسی آن به شهرهای اطراف نسبتاً ساده است.  

## نگارخانه

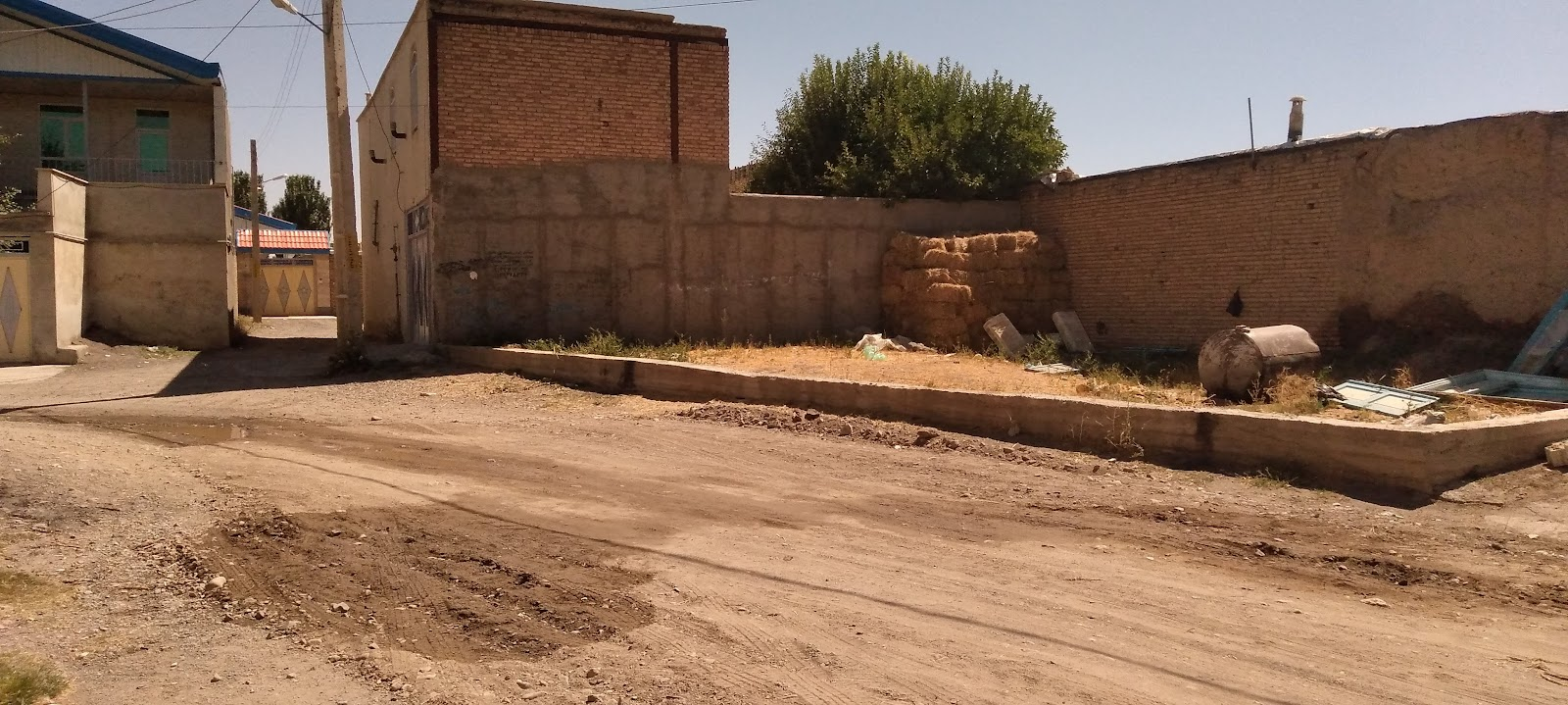
کیوج
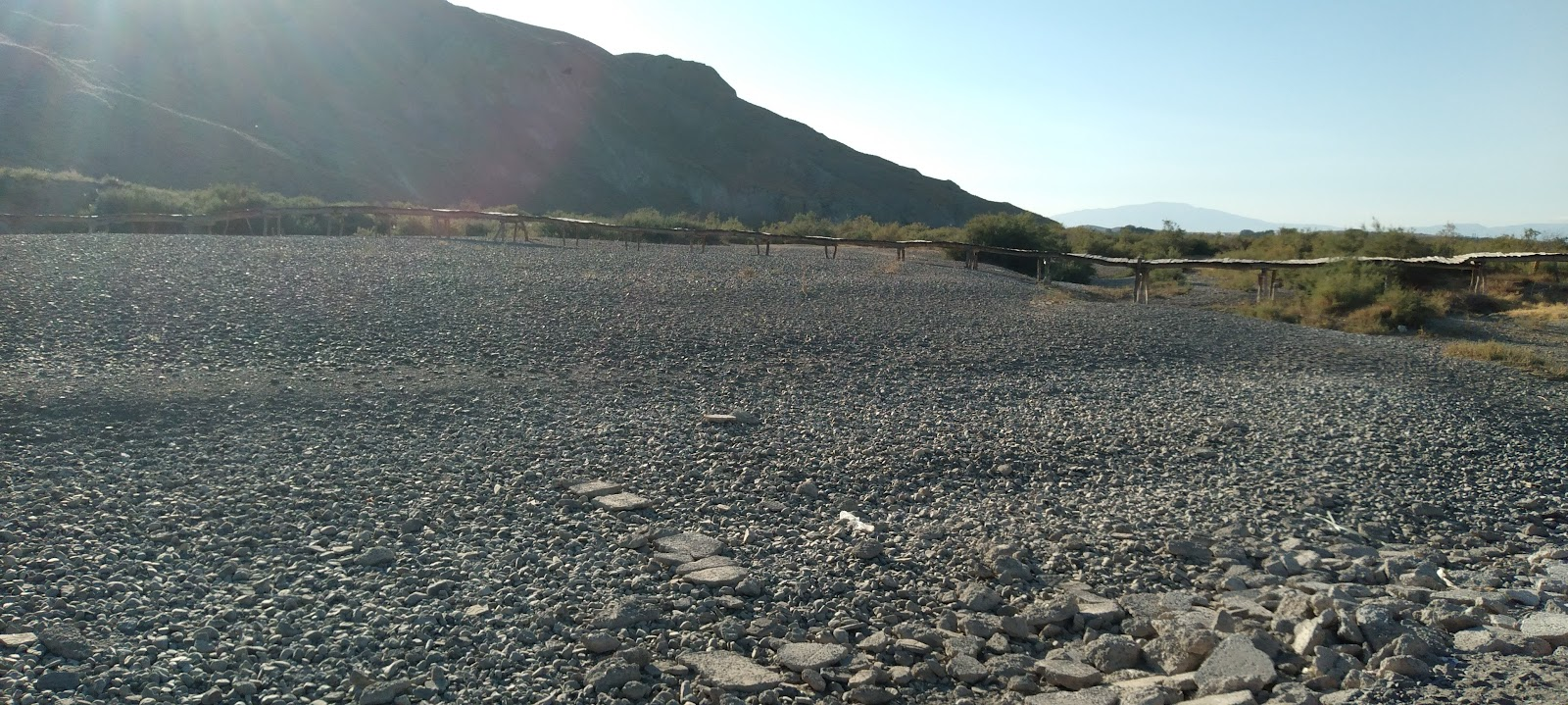
پل آجی‌چای بر روی تلخه‌رود، کیوج